# Кечкемет-Будапештська операція
Кечкемет-Будапештська операція — фронтова наступальна операція радянських військ лівого крила 2-го Українського фронту в ході Будапештської операції за часів німецько-радянської війни. Операція, разом з діями правого крила фронту стала першим етапом великої битви за столицю Угорщини й тривала з 29 жовтня до 6 листопада 1944 року.

## Історія

### Обстановка до початку операції
28 жовтня 1944 року Ставка Верховного Головнокомандування директивою № 220251 підтвердила усний наказ Сталіна не пізніше 29 жовтня силами 46-ї армії генерал-лейтенанта І. Т. Шльоміна і 2-го гвардійського механізованого корпусу генерал-лейтенанта К. В. Свиридова перейти у наступ в межиріччі Тиси та Дунаю.
Відповідно до плану операції, 46-та армія силами двох стрілецьких і одного механізованого корпусів мала завдати удар в загальному напрямку на Кечкемет. До середини дня 29 жовтня частини Червоної армії повинні були вийти на рубіж Надькереш — Лайошміже — Іжак. Головною метою було знищити оборону супротивника на західному березі Тиси і тим самим забезпечити переправу сюди 7-ї гвардійської армії. Після цього 46-та армія, посилена 4-м гвардійським механізованим корпусом, мала рушити на Будапешт.
7-ма гвардійська армія одержала завдання з ранку 30 жовтня перейти в наступ з району на схід від Сольнока, форсувати Тису і на кінець дня вийти на рубіж Тосег — Надькереш. 6-та гвардійська танкова армія з резерву фронту призначалася для підтримки наступальних дій на Будапешт у смузі 7-ї гвардійської армії.
Інші армії фронту (за винятком 40-ї і 4-ї румунської) повинні були форсувати Тису та захопити плацдарми на її західному березі.
4-й Український фронт наступом углиб Чехословаччини мав скувати 1-шу німецьку танкову армію, не допустивши її просування на будапештський напрямок.
3-й Український фронт продовжував перегрупування і зосередження головних сил у югославському Банаті, одночасно передовими частинами планувалось захопити плацдарми на правобережжі Дунаю і підтримати загальний наступ на території Угорщини.
До 3 листопада планувалося завершити операцію та вийти на рубіж Ішасег — Будакесі — Ерд.

### Хід операції
29 жовтня 1944 року, у другій половині дня, війська 2-го Українського фронту маршала Радянського Союзу Родіона Малиновського перейшли в наступ. Війська лівого крила фронту прорвали оборону 3-ї угорської армії в межиріччі Тиси і Дунаю. На кінець другого дня 46-та армія просунулася вперед на 20—40 км, 7-ма гвардійська армія тим часом захопила плацдарм на правобережжі Тиси. Спроби німецьких військ утримати Кечкемет силами 24-ї танкової дивізії не принесли бажаних результатів. 15-та піхотна та 8-ма резервна угорські дивізії залишили свої позиції. Ситуація була настільки критичною, що змусила німецьке командування звернутись до угорської жандармерії з вимогою перекрити усі дороги на Будапешт та затримати війська, які відступали. До ранку 1 листопада Кечкемет був повністю взятий під контроль Червоної армії.
Для розвитку успіху Червоної армії у бій ввели 2-й гвардійський механізований корпус, який швидко вийшов на оперативний простір та опанував важливі населені пункти на глибині близько 50 км. Однак контрударом 24-ї танкової дивізії вермахту та ряду інших частин противника корпус був зупинений і перейшов до оборони.
Зважаючи на низьку боєздатність угорських військ, зі свого оборонного рубежу на Тисі була знята 6-та німецька армія. На її основі утворили армійську групу «Фреттер-Піко» з підпорядкуванням усіх угорських та німецьких військ, які діяли в межиріччі Тиси і Дунаю. Основною задачею новоствореної армійської групи була оборона Будапешта.
2 листопада 2-й і 4-й гвардійські механізовані корпуси Червоної армії просунулися ще на 75 км, а 3 листопада зайняли місто Альшонемеді на відстані 15 км від угорської столиці. На південь від Сольнока Тису форсувала кінно-механізована група (4-й та 6-й гвардійський кавалерійські та 7-й механізований корпуси) генерал-лейтенанта І. О. Плієва.
Але до того часу Вермахту вдалося перекинути під Будапешт 4 дивізії: 13-ту танкову, 8-му кавалерійську СС «Флоріан Гайєр» та 22-гу добровольчу кавалерійську СС «Марія Терезія», а також панцергренадерську (мотопіхотну) «Фельдхернхалле». Залишки розбитих під Кечкеметом угорських військ були частково відведені на острів Чепель, а частково в Будапешт, де були включені до складу німецьких частин і брали участь в обороні міста. Вже 4 листопада наступ Червоної армії відбили, а в районі міста Пилиш німецькі танкові частини перейшли в контратаку. Станом на 6 листопада радянські війська змушені були відійти на рубіж Такшонь — Монор.
4 листопада з метою уникнути великих втрат Ставкою ВГК була видана директива № 220256 про припинення наступу на Будапешт та підготовку нової операції. Фронтальний удар вирішили замінити на охоплення міста з двох сторін. Командувач 2-м Українським фронтом Р. Я. Малиновський отримав наказ сконцентрувати сили правого крила і центру фронту у складі 7-ї гвардійської, 53-ї, 27-ї і 40-ї армій на західному березі Тиси та підготувати наступ на столицю Угорщини з північного та північно-східного напрямку. 46-та армія отримала бойове завдання підтримати загальний наступ на Будапешт з південного напрямку.